# THE BEST OF FUMINA HISAMATSU 20TH ANNIVERSARY
『THE BEST OF FUMINA HISAMATSU 20TH ANNIVERSARY』（ザ・ベスト・フミナ・ヒサマツ・トゥエンティース・アニバーサリー）は、久松史奈の5thベスト・アルバム。通信販売限定商品。

## 内容
歌手活動20周年記念に、1990年～2009年にリリースされた全作品から久松監修・選曲した2枚のSHM-CDと「LADY BLUE」から「微笑みながら」までのミュージック・ビデオを収録した1993年にVHSで発売されたMV集『SINGLES』をDVD化。CD・DVDともデジタルリマスターが施されている。『Tシャツ付モノガニック限定スペシャルパック』は前述の2SHM-CD+DVDにMサイズのTシャツ、缶バッジとコルクコースターを封入した。

## 収録曲

### CD

#### DISC 1
1. 微笑みながら
作詞:久松史奈 作曲:野田晴稔 編曲:瀬尾一三
2. あの頃のままでいたい
作詞:久松史奈 作曲:藤生ゆかり 編曲:十川知司
3. 子守唄
作詞:久松史奈 作曲:藤生ゆかり 編曲:井口慎也
4. 17のまま
作詞:久松史奈 作曲:藤生ゆかり 編曲:難波正司
5. ON THE STREET
作詞・作曲:TOM 編曲:村上啓介
6. 天使の休息
作詞:久松史奈・藤生ゆかり 作曲:藤生ゆかり 編曲:瀬尾一三
7. Wedding Kiss
作詞:久松史奈 作曲:羽田一郎 編曲:国吉良一
8. さよならを教えて
作詞:久松史奈 作曲:鴨井学 編曲:難波正司
9. そっとI Think So
作詞:久松史奈 作曲・編曲:安田信二
10. YOU'VE GOT TO BELIEVE
作詞:久松史奈 作曲:鴨井学 編曲:難波正司
11. OH MY GOD!
作詞・作曲:TOM 編曲:村上啓介
12. 永遠のPhotograph
作詞・作曲:久松史奈
13. YES MY FRIEND
作詞:久松史奈 作曲:羽田一郎 編曲:西川進
14. 東京ロックシティー1999 (alternate ver.)
作詞・作曲:TOM 編曲:西川進
15. LADY BLUE（原曲：TOM★CAT）
作詞・作曲:TOM 編曲:村上啓介
16. Guladian Angel
作詞・作曲:久松史奈
17. I LOVE YOU
作詞・作曲:久松史奈 編曲:西川進
18. 夏の最後の日に
作詞:久松史奈 作曲:金本一哉 編曲:難波正司

#### DISC 2
1. BOYFRIEND
作詞:久松史奈 作曲:都志見隆 編曲:西川進
2. シャレにしちゃって始めよう
作詞:久松史奈 作曲:藤生ゆかり 編曲:難波正司
3. ALIVE
作詞:久松史奈 作曲:羽田一郎 編曲:村上啓介
4. SAY
作詞：久松史奈　作曲：TSUKASA　編曲：瀬尾一三
5. 天使の休息 (acoustic ver.)
作詞:久松史奈・藤生ゆかり 作曲:藤生ゆかり
6. PRICE OF MY HEART
作詞・作曲：久松史奈　編曲：瀬尾一三
7. FOR MY FRIENDS
作詞・作曲:TOM 編曲:村上啓介
8. MAYBE
作詞:久松史奈 作曲:野田晴稔 編曲:難波正司
9. 大っキライだけど愛してる
作詞:久松史奈・鮎川めぐみ 作曲:TSUKASA 編曲:瀬尾一三
10. 瞬きもせずに
作詞:久松史奈 作曲:野田晴稔 編曲:難波正司
11. Happy Birthday
作詞・作曲:久松史奈
12. LOVE & PEACE
作詞・作曲:久松史奈
13. 幸せの法則
作詞・作曲:久松史奈 編曲:西川進
14. Brand New Day
作詞:久松史奈 作曲:TSUKASA 編曲:十川知司
15. BABY GIRL
作詞:久松史奈 作曲:野田晴稔 編曲:国吉良一
16. Chance
作詞:久松史奈 作曲:羽田一郎 編曲:西川進
17. Everything
作詞:久松史奈 作曲:都志見隆 編曲:西川進

### DVD　『Singles』
1. 微笑みながら
2. 天使の休息
3. ALIVE
4. OH MY GOD!
5. FOR MY FRIENDS
6. LADY BLUE
7. 微笑みながら（エンドロール）

## 参加ミュージシャン
- 北島健二（FENCE OF DEFENSE） - ギター
- 今剛 - ギター
- 斉藤律 - ギター
- 瀬尾一三 - ギター
- 西川進 - ギター、ベース
- 村上啓介 - ギター
- 美久月千晴 - ベース
- 青山純 - ドラム
- 江口信夫 - ドラム
- 長谷部徹 - ドラム
- 山木秀夫 - ドラム
- 国吉良一 - キーボード
- D.I.E. - キーボード
- 難波正司 - キーボード